# Crowned In Terror
Crowned In Terror – album studyjny szwedzkiego zespołu melodic death metalowego The Crown. Wydawnictwo ukazało się 8 kwietnia 2002 roku nakładem wytwórni muzycznej Metal Blade Records.

## Lista utworów
Opracowano na podstawie materiału źródłowego.
1. „Introduction: House of Hades” – 0:55 (utwór instrumentalny)
2. „Crowned in Terror” – 4:48
3. „Under the Whip” – 3:58
4. „Drugged Unholy” – 4:14
5. „World Below” – 5:47
6. „The Speed of Darkness” – 5:01
7. „Out for Blood” – 2:45
8. „(I Am) Hell” – 4:15
9. „Death Is the Hunter” – 4:18
10. „Satanist” – 3:47
11. „Death Metal Holocaust” – 3:16

## Twórcy
Źródło

- Tomas Lindberg – śpiew
- Marko Tervonen – gitara
- Marcus Sunesson – gitara
- Magnus Olsfelt – gitara basowa
- Janne Saarenpää – perkusja
- Dr. J. Lindstrand – wokal wspierający (utwór 11)
- Chris Silver – produkcja, realizacja nagrań, miksowanie
- Carl M. Engstrøm – miksowanie (asystent)
- Kenneth Svensson – mastering
- Mark Brand – projekt graficzny
- Thomas Ewerhard – projekt okładki
- Kenneth Johansson – zdjęcia